# Кепрон (Оклахома)
Кепрон (англ. Capron) — місто (англ. town) в США, в окрузі Вудс штату Оклахома. Населення — 27 осіб (2020).

## Географія
Кепрон розташований за координатами 36°53′48″ пн. ш. 98°34′39″ зх. д. / 36.89667° пн. ш. 98.57750° зх. д. (36.896677, -98.577571).  За даними Бюро перепису населення США в 2010 році місто мало площу 0,28 км², уся площа — суходіл.

## Демографія
Згідно з переписом 2010 року, у місті мешкали 23 особи в 12 домогосподарствах у складі 4 родин. Густота населення становила 82 особи/км².  Було 17 помешкань (61/км²).
Расовий склад населення:
| - 100,0 % — білих |

До двох чи більше рас належало 0,0 %. Частка іспаномовних становила 0,0 % від усіх жителів.
За віковим діапазоном населення розподілялося таким чином: 26,1 % — особи молодші 18 років, 60,9 % — особи у віці 18—64 років, 13,0 % — особи у віці 65 років та старші. Медіана віку мешканця становила 47,2 року. На 100 осіб жіночої статі у місті припадало 187,5 чоловіків;  на 100 жінок у віці від 18 років та старших — 183,3 чоловіків також старших 18 років.
Цивільне працевлаштоване населення становило 0 осіб. 